# 桓郁
桓 郁（かん いく、生年不詳 - 93年）は、後漢の儒学者・官僚。字は仲恩。本貫は沛国竜亢県。

## 経歴
桓栄の子として生まれた。若くして父の蔭官により郎となった。父から欧陽『尚書』の学問を伝授された。『尚書』を教授して、門徒は常に100人を数えた。父が死去すると、桓郁が爵位を嗣ぐべきであったが、上書して兄の子の桓汎に譲ろうとした。明帝がこれを許可しなかったため、桓郁はやむなく封を受けたが、その収入は全て桓汎に与えた。明帝は先師（桓栄）の子である桓郁に礼を尽くして厚遇し、経書の内容を議論し、政事について諮問した。71年（永平14年）、桓郁は議郎となり、侍中に転じた。明帝は五行の章句を定めるべく、桓郁に命じて宣明殿で校定させた。桓郁は侍中のまま監虎賁中郎将をつとめた。
72年（永平15年）、宮中に入って皇太子劉炟に経学を教えた。越騎校尉に任じられた。明帝は桓郁に対して礼を尽くすよう太子や諸王に命じた。劉炟（章帝）が即位すると、桓郁は母の喪に服すため辞職を願い出たが、喪に服したまま侍中の職務をつとめるよう命じられた。77年（建初2年）、屯騎校尉に転じた。
和帝が即位すると、侍中の竇憲は幼主に経学を学ばせようと、『尚書』の学問に優れた桓郁のことを竇太后に推薦した。これにより桓郁は長楽少府に転じ、宮中に入って和帝に『尚書』を講義した。しばらくして、侍中・奉車都尉となった。92年（永元4年）、丁鴻に代わって太常となった。93年（永元5年）、病没した。
なお、「四知」で有名な楊震は桓郁の弟子にあたる。

## 子女
- 桓普（後嗣）
- 桓延
- 桓焉
- 桓俊
- 桓酆
- 桓良

## 伝記資料
- 『後漢書』巻37 列伝第27